# فک خزپوش گوادالوپه
فک خزپوش گوادالوپه (نام علمی: Arctocephalus townsendi) نام یک گونه از سرده خرس‌سرها است.